# インディアンイエロー

インディアンイエローの主成分、ユーキサンチン酸

インディアンイエローとは、インドのベンガル地方で古くから製造されていた黄色顔料のこと。あるいはその顔料の赤味を帯びた澄んだ黄色の色名。
15世紀ごろからヨーロッパにも輸出されるようになり、ヨハネス・フェルメールらフランドル派の画家を中心に愛用されたことでも有名。1735年から使われるようになった色名だが、製造工程が動物虐待に当たるとして1908年以降市場での取引が禁止された後も、色名は色を似せて調合された合成有機顔料に継続して使われている。

## 概要
インディアンイエローと呼ばれるこの鮮やかな黄色の顔料はベンガル地方の特産品であった。
ベンガル地方の農家ではマンゴーの葉だけを飼料として雌牛を育て、その尿を集めて蒸発させることで非溶解性のオイキサンチン酸マグネシウム塩を主成分とする顔料を精製していた。こうした顔料を作り出すために牛たちは過度の栄養失調状態でなければならず、大半が天寿を全うする前に衰弱死していたという。
このような、牛に慢性的な栄養失調状態を強いる生産工程が知れ渡ると、インディアンイエローの製造と使用に対する非難が起こり、1908年以降市場での取引は禁止された。

## 参考資料
- 城一夫『色の知識』青幻舎ISBN 978-4-86152-251-2